# 重返榮耀
《重返榮耀》（英語：The Legend of Bagger Vance），2000年美國運動劇情片，由勞勃·瑞福執導，威爾·史密斯、麥·迪文、查理兹·塞隆主演。電影改編自史蒂芬·普雷斯菲爾德於1995年所寫的同名小說。

## 情節
年紀老邁的哈迪·格里夫斯（Hardy Greaves）解釋自己對高爾夫球的熱愛由兒時偶像蘭努夫·朱努（Rannulph Junuh）開始。朱努原本擁有一切，有個漂亮的妻子，又是個知名的高爾夫球手。第一次世界大戰奪去他整個中隊戰友的生命，雖然他獲頒授榮譽勳章，但此事亦都令他意志消沉，終日借酒澆愁。
經濟大蕭條時，其妻子阿黛爾·因弗戈登（Adele Invergordon）打算在她家族的高爾夫球場舉辦4場為期兩日的表演賽，並邀請到當時得令的高爾夫球手鮑比·瓊斯及沃爾特·哈根作賽，藉此希望賺取一些收入。因弗戈登需要一個本地的球手以引起當地人的興趣。年輕的格里夫斯即時舉薦朱努，著因弗戈登說服朱努參賽。
在朱努夜間練習，將高爾夫球打向漆黑之際，一名拿著手提行李的神秘旅客前來，該男子稱自己為巴格·萬斯（Bagger Vance），說自己可以當朱努的球僮。在格里夫斯的協助下，萬斯令朱努戰勝了心魔，再次打起高爾夫球來。
瓊斯和哈根在比賽時的表現都很好，朱努卻打得一塌胡塗，並且在第一局已經大為落後。在萬斯的鼓勵下，朱努重拾自己的節奏，在第二局開始急起直追。至第三局，他們的差距已經收窄，朱努甚至打出一桿入洞。與此同時，朱努和因弗戈登的愛火亦開始重燃。
在最後一局，朱努在重要關頭不顧萬斯的意見，本來漸見曙光的形勢一度逆轉下來。朱努將球誤打入樹林，第一次世界大戰的慘痛經歷在他腦海內浮現，萬斯的話令他集中起來，繼續專心比賽。朱努追至與瓊斯和哈根平手，在最後一洞本來有機會取勝，但他的氣節令他宣布罰自己一桿，因為他發覺自己在清除散置的障礙物時不小心地移動了高爾夫球。
萬斯意識到朱努已經成長，決定他已經不需要自己。在第18洞還未打完時，將球僮之位讓給格里夫斯，並靜靜地離開。雖然朱努主動放棄了勝出的機會，他在最後一洞推入了難以置信的一球，比賽以三方平手終局。三位球手握手慶祝，所有觀眾一同歡呼。朱努和因弗戈登重歸於好。
老格里夫斯醒來，見到沒有老化的萬斯在遠處召喚他，格里夫斯跟隨，一同走到西方極樂。

## 演員
- 麥·迪文 飾 蘭努夫·朱努
- 威爾·史密斯 飾 巴格·萬斯
- 查理兹·塞隆 飾 阿黛爾·因弗戈登
- 布魯斯·麥吉爾 飾 鮑比·瓊斯
- 喬爾·格雷茨（英语：Joel Gretsch） 飾 沃爾特·哈根
- J·邁克爾·蒙克里夫 飾 哈迪·格里夫斯（童年）
- 傑克·萊蒙 飾 哈迪·格里夫斯（老年）/ 傍白

## 製作
本片的主體拍攝於1999年9月23日開始，拍攝地包含薩凡納和查尔斯顿。

## 影評
影評對此電影反應不一。爛番茄的新鮮度為43%，整體評分為5.2分（10分滿分），而Metacritic則給予它47分（100分滿分）。
影評人罗杰·伊伯特給它3顆半星（滿分5星），並在評論中指出：「它以比莉·霍利戴處理垃圾歌曲的方式，通過尋找故事背後的愛情和痛苦，來處理運動片。瑞福和他的編劇團隊從一開始已經很清楚自己想做什麼，他們想解釋為什麼您可以將一生投入到對高爾夫球的熱愛之中，他們亦想暗示高爾夫球和人生可能有很多共通點。」BBC的喬治·佩里將電影形容為「華麗地拍攝出來的影片」，但又補充說：「威爾·史密斯已經很盡力將他可笑的角色演好，儘管電影看上去很優雅，但仍然是有點自命不凡。」

## 外部連結
- 互联网电影数据库（IMDb）上《重返榮耀》的资料（英文）
- AllMovie上《重返榮耀》的资料（英文）
- TCM电影资料库上《重返榮耀》的资料（英文）
- 豆瓣电影上《重返榮耀》的資料 （简体中文）
- 美国电影学会目录上的《重返榮耀》（英文）
- Box Office Mojo上《重返榮耀》的資料（英文）